# Œuf Rothschild
L'Œuf Rothschild (ou Œuf-horloge Rothschild) est un œuf de Fabergé, orné de bijoux, émaillé et décoré, réalisé sous la supervision du joaillier russe Pierre-Karl Fabergé par l'atelier de Mikhaïl Perkhine en 1902. Béatrice Ephrussi de Rothschild a offert cet œuf à Germaine Halphen lors de ses fiançailles avec le frère cadet de Béatrice, Édouard Alphonse James de Rothschild.

## Particularités

### Surprise
À chaque heure, un coq serti de diamants surgit du haut de l'œuf, bat des ailes quatre fois, puis hoche la tête trois fois, tout en chantant. Cela dure quinze secondes, avant que l'horloge ne sonne l'heure sur une cloche.

### Similitudes avec l'œuf Kelch Chantecler
Etant l'un des quatre seuls œufs de Fabergé avec une surprise d'ornementation et une horloge, des similitudes ont été établies avec l'œuf Kelch Chantecler de 1904.

## Histoire
C'est l'un des rares œufs Fabergé importants qui n'ont pas été fabriqués pour la famille impériale russe, et il appartenait à la famille Rothschild depuis son premier achat. C'était l'un des œufs les plus chers que Fabergé ait jamais fabriqués et vendus.

### Vente en 2007
Il a été vendu par la maison de vente aux enchères Christie's le 28 novembre 2007, pour 8,9 millions de livres sterling (commission comprise). Le prix atteint par l'œuf a établi trois records d'enchères : il s'agit de la pièce d'horlogerie, de l'objet russe et de l'objet Fabergé le plus cher jamais vendu aux enchères, dépassant la vente de 9,6 millions de dollars de l'œuf d'Hiver de 1913 en 2002,.
L'œuf a été acheté par Alexandre Ivanov, le directeur du Musée national russe. « C'est l'un des œufs de Fabergé les plus beaux, les plus précieux et les plus complexes de tous les temps », a déclaré Ivanov, ajoutant que « nous n'avions pas d'investisseurs, et cet œuf ira dans le musée privé que nous construisons au centre-ville de Moscou. Nous ne le revendrons pas. L'œuf Rothschild a finalement été exposé au musée Fabergé d'Ivanov à Baden-Baden, en Allemagne ».

### Histoire ultérieure
Le 8 décembre 2014, l'œuf Rothschild a été remis au musée de l'Ermitage à Saint-Pétersbourg, en Russie. La présentation de l'œuf a été faite par Vladimir Poutine, le président de la Russie, qui a également donné un autre objet de Fabergé au musée. Dans un discours prononcé lors de la réception, Poutine a fait les remarques suivantes : « Je voudrais offrir un cadeau à l'Ermitage : une horloge créée par Carl Fabergé, et une horloge-œuf, une autre œuvre de Carl Fabergé. La première est une horloge créée pour le 25e anniversaire du mariage entre l'empereur Alexandre III et l'impératrice Maria Feodorovna. Le second s'appelle l'Oeuf-horloge de Rothschild-Faberge. J'espère qu'ils trouveront une place dans les vitrines de l'Ermitage ». Depuis janvier 2019, l'œuf de Rothschild est exposé dans la salle 302 du bâtiment de l'état-major général de l'Ermitage.
Il a été rapporté qu'Ivanov avait fait don de l'œuf au gouvernement russe en 2014,. Le 1er décembre 2014, des enquêteurs fiscaux britanniques et allemands avaient mené une perquisition au musée Fabergé d'Ivanov à Baden-Baden. Il semble que cette opération était liée à un différend fiscal impliquant l'œuf Rothschild.